# Verrallina funerea
Verrallina funerea är en tvåvingeart som först beskrevs av Theobald 1903.  Verrallina funerea ingår i släktet Verrallina och familjen stickmyggor. Inga underarter finns listade i Catalogue of Life.